# 東京航空地方気象台
東京航空地方気象台 (とうきょうこうくうちほうきしょうだい)は東京都大田区の東京国際空港 (羽田空港)に所在する地方気象台。

## 概要
東京管区気象台の管轄下にあり、 東京国際空港を発着する航空機の安全を確保するための空港周辺の気象観測を実施している。

## 歴史
- 1951年 設置 (羽田航空測候所として) [4]
- 1952年 羽田航空地方気象台に改組
- 1957年 東京航空地方気象台に名称変更

## 出張所等
†は飛行場予報の実施官省。
- 大島航空気象観測所
- 新潟航空気象観測所†
- 富山航空気象観測所†
- 能登航空気象観測所
- 松本航空気象観測所
- 静岡航空気象観測所†
- 新島航空気象観測所
- 神津島航空気象観測所
- 三宅島航空気象観測所
- 八丈島航空気象観測所
- 佐渡航空気象観測所
- 福井航空気象観測所
- 百里空港気象連絡室†
- 小松空港気象連絡室†